# Point de vue de l'islam sur la Bible hébraïque

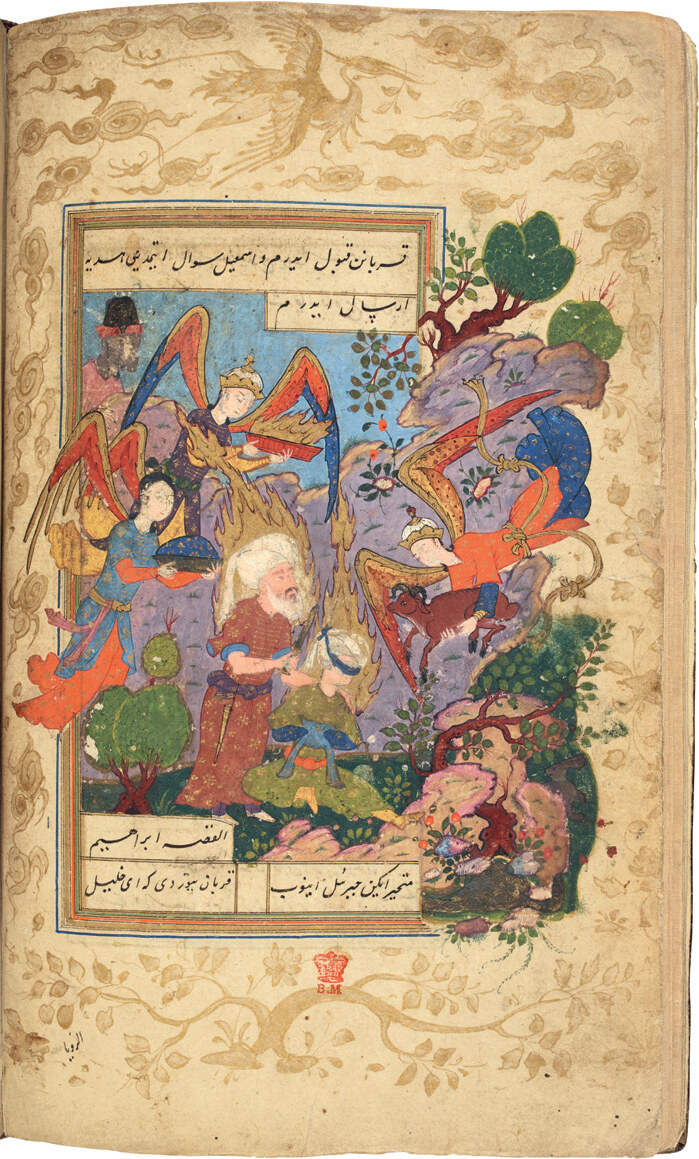
Gabriel arrête le bras d'Ibrahim prêt à sacrifier son fils que la tradition islamique apparente à Ismaël.
Gravure ottomane du XVIe siècle

Dans le Coran, la Bible hébraïque est appelée de deux manières différentes : al-Kitâb (le Livre), at-Tawrâ (la Torah). La Torah y désigne non seulement le Pentateuque mais également le reste de la Bible hébraïque et des sources post-bibliques comme le Talmud et le Midrash.
Si le reflet de la Bible hébraïque dans le Coran est assez partiel, celui-ci comporte néanmoins de nombreuses allusions et mentionne nombre d'histoires et de personnages bibliques. La Bible hébraïque est en outre importante pour l'islam car les exégètes coraniques interprètent plusieurs passages comme des prophéties de la venue de Mahomet et de la victoire de l'islam. Par ailleurs, nombre de commentateurs musulmans contestent l'intégrité des textes - révélations qui ne devraient contenir que les paroles de  Dieu - dans leurs versions chrétiennes et juives qui auraient été falsifiées.

## La Bible hébraïque dans le Coran

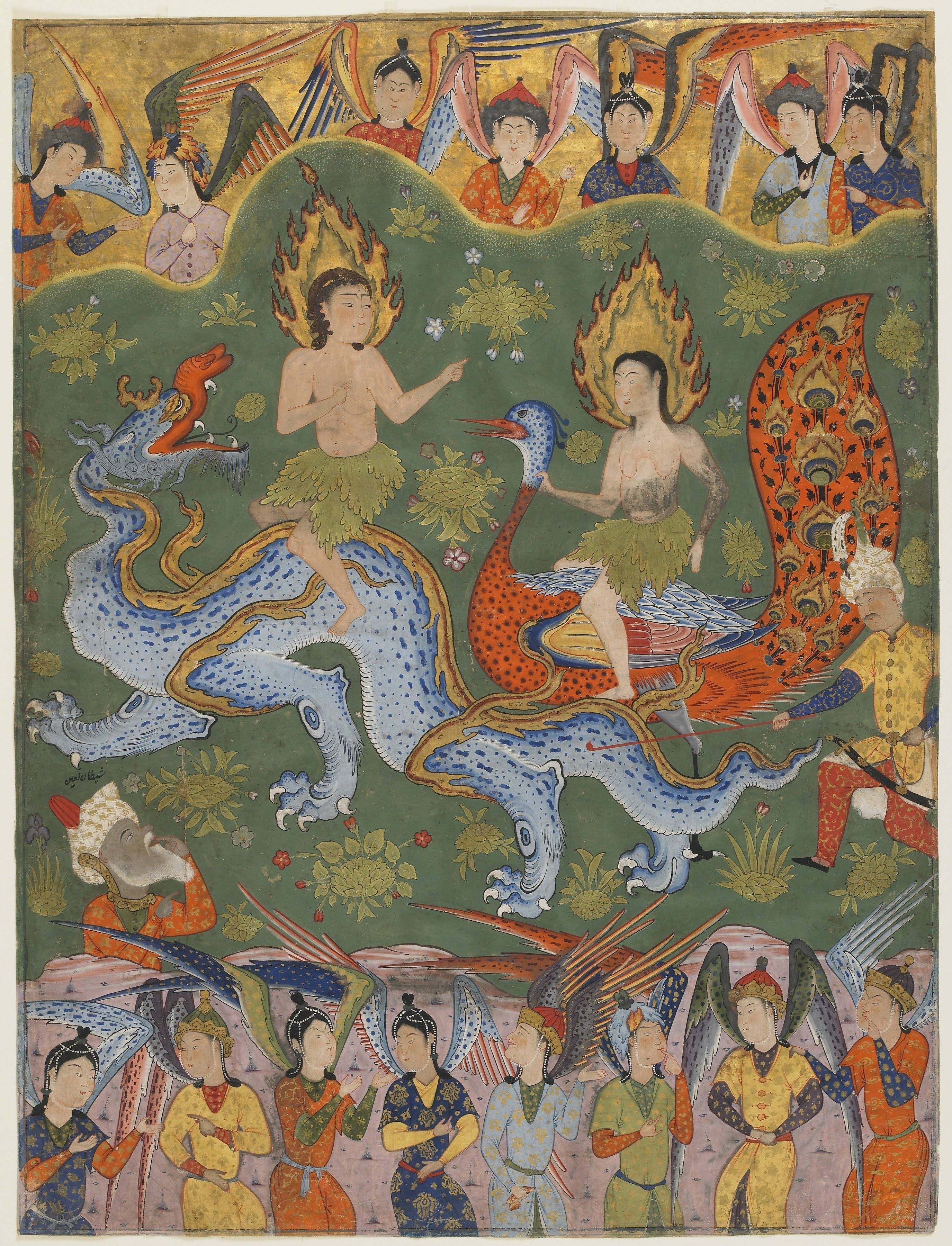
Adam et Ève.
Miniature safavide vers 1550

Le Tanakh revêt une importance particulière pour l’islam car son apport, surtout indirect, est décisif. L'islam le considère comme un des textes saints que Dieu a révélés aux hommes avant le Coran et il sert à "prouver" la véracité de celui-ci. 
Le Coran ne fait pratiquement jamais de citation littérale de verset biblique mais en donne des versions remaniées ou commentées soulignant que le Coran s'intéresse à ce qu'il saisit de la Bible hébraïque et non à sa formulation. Tout se passe comme si le lecteur était censé connaître l'histoire biblique transmise par ailleurs par tradition orale populaire. De nombreux éléments post-bibliques, dont plusieurs midrashim, sont mêlés aux récits bibliques comme s'ils faisaient partie de la Bible hébraïque, tandis que bon nombre d'éléments de ce dernier n'y figurent pas. Cette lacune sera comblée après coup grâce à la littérature exégétique, aux recueils de hadiths et particulièrement aux Histoires des prophètes (Ibn Kathir) qui donnent une image beaucoup plus riche de la Bible hébraïque.
Selon le Coran, Adam était muslim c'est-à-dire  soumis [à Dieu]  - , ainsi qu’Abraham - Ibrahim - et tous les prophètes . Un hadith célèbre affirme que  « tout nouveau-né naît prédisposé à se soumettre à dieu (être musulman) , Ce sont ses parents qui l'incitent (le disposent) à être juif, chrétien ou mazdéen ». On trouve de nombreuses évocations de personnages vétérotestamentaires, comme Adam, Noé, Loth, Jacob... et d'histoires tels les récits de l'enterrement d'Abel par son frère Caïn, l'histoire  d'Abraham, iconoclaste chassé par son père et échappant miraculeusement à la fournaise, les récits sur Joseph refusant les avances de la femme de son maître Putiphar ou la narration  de la vie de Moïse, une des figures centrales du Coran. On trouve également des concepts bibliques tels que la Géhenne , le jardin (d'Éden) ou encore la résurrection. La morale du Coran reprend, quant à elle, les données du décalogue tout en usant de plus de largesse sur certains points. 
Outre les termes al-Kitâb (le Livre) et al-Tawrâ, le texte coranique emploie le terme al-zabûr - désignation coranique des Psaumes - qui désigne un livre saint indépendamment révélé à David et mentionne de manière vague les suhuf, les livres (ou les feuillets) d’Abraham et de Moïse ou plus simplement les premiers livressans qu'on sache précisément de quels écrits il s'agit. Les écrits coraniques parlent également des ahl al-Kitâb, les gens du Livre, donc de la Bible, pour désigner les juifs et les chrétiens. 

### Mahomet et le Messie dans la Bible hébraïque
D'après la tradition musulmane, la venue de Mahomet et la victoire de l'islam sont prophétisées par de nombreux versets de la Bible hébraïque. Ainsi, par exemple, plusieurs passages de la Bible où les exégètes juifs ou chrétiens voient l'évocation de la venue du Messie, comme cela est le cas dans un verset du livre d'Isaïe mentionnant un enfant né (...) dont la souveraineté repose sur son épaule, les érudits musulmans y lisent le sceau de la prophétie qui, selon la croyance musulmane, figure précisément sur l'épaule de Mahomet. 
En islam, le terme de Masîh (Messie) est exclusivement attribué à Îsâ (Jésus de Nazareth) - ainsi qu'à un personnage diabolique annonciateur de la fin des temps sous la forme de Masîh Dajjal soit l'Antéchrist selon l'islam - mais ne porte pas la notion de sauveur que l'on trouvait précédemment chez les chrétiens arabes, comme en araméen ou en syriaque. Pour Tabari, al-Masîh 'Issa (littéralement le Messie Îsâ) est « celui qui est purifié des fautes et des faiblesses humaines ». Abû `Abdillah al-Qurtubî cite 23 avis concernant l'étymologie du mot Masih dans son al-Tadhkira et l'auteur d'al-Qâmûs les fait parvenir à cinquante avis dans son Targhîb al-Qâmûs,. 
Néanmoins plusieurs traditions musulmanes prêtent à Mahomet une certaine dimension messianique. Ainsi l'évangile de Barnabé - un manuscrit composé au XVIe siècle en italien par un musulman espagnol - réserve le titre de Messie au seul Mahomet et les morisques faisaient du prophète de l'islam le Messie Universel tandis que Îsâ n'était Messie que des enfants d'Israël. De même la secte Ahmadiyya considère  Mirza Ghulam Ahmad comme Messie et Mahdi, mais il s'agit également d'une approche marginale dans le monde musulman.

## Traductions en arabe
S'il existe des témoignages littéraires de l'existence de traductions arabes à partir du IXe siècle, leur existence n'est pas certaine. Ibn Qutayba (888) cite des passages de la Genèse en arabe. D'après Ibn Al Nadîm (995), l'historien Ahmad ben Abd Allaâh ben Salâm avait traduit l'intégralité de la Bible hébraïque de l'arabe mais rien n'en subsiste. Al-Fisal d'Ibn Hazm l'Andalou (1064) comporte également de nombreux extraits du texte. 
On attribue des versions lacunaires au théologien nestorien Hunayn ibn Ishaq IXe siècle et au savant karaïte Yaphet ben Ali Xe siècle. Mais une traduction en arabe plus complète, accompagnée de commentaires, fut réalisée par un savant juif au Xe siècle, Saadia Gaon (942), mais sans que l'on sache si les musulmans avaient connaissance de ces traductions.

## Intégrité des textes ettahrif

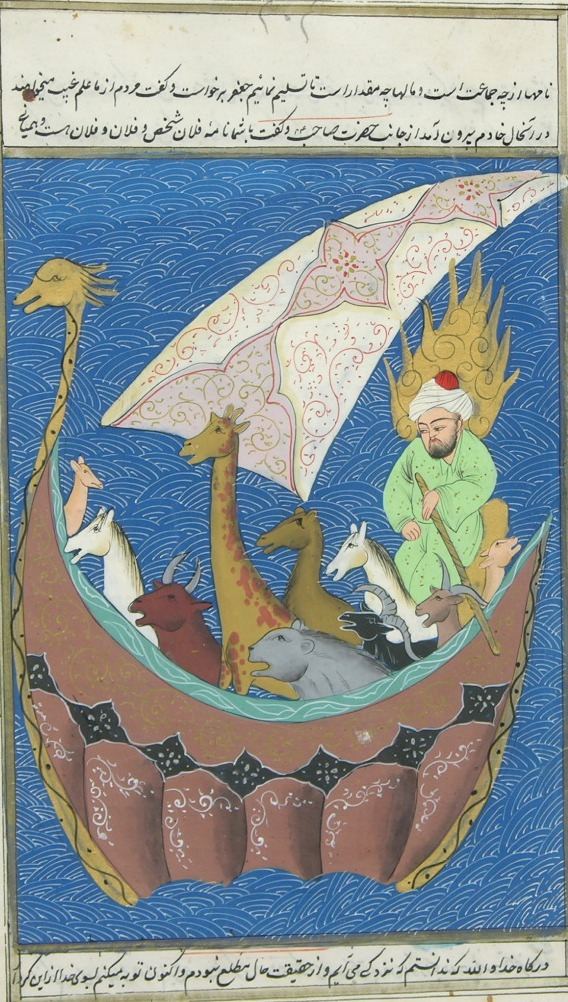
Le prophète Noé et son arche.
Miniature anonyme alentours du XVIe siècle

Le Coran est à envisager comme la rédaction écrite d'une révélation qui se résume en une affirmation : Dieu est unique ; il n'a ni compagnon, ni associé, ni concurrent, il est solitaire. Ainsi, dans cette optique rigoureusement monothéiste, le Coran est compris par les musulmans comme cette ultime révélation qui corrige les déformations juives et chrétiennes infligées à la révélation première faite à Adam et, bien qu'il emprunte de nombreuses références aux textes judaïques, l'islam conteste dès sa naissance l'intégrité de la Bible hébraïque. Le Coran articule contre les juifs d'importants reproches : ceux-ci auraient falsifié (tahrîf ; 5,13) leur livre et auraient modifié (tabdîl « substitution » ; 7:162) certains passages annonçant la venue du prophète de l’islam. 
La critique littéraire permet d'établir deux strates distinctes dans la rédaction du Coran : l'une qui porte davantage d'accents bibliques correspondant à la période de la Mecque (612-622) et une autre correspondant à la période médinoise (622-632), au cours de laquelle la cassure s'opère tant avec les chrétiens que les juifs. Les versets qui évoquent la corruption n'indiquent jamais d'une manière explicite que le texte de la Torah (ou l'Évangile) soit falsifié et correspondent d’ailleurs davantage à une confirmation de l'authenticité de la Torah et de l'Évangile originels.
Christoph Luxenberg  soutient, pour sa part, que le Coran qui se présente comme la version canonique, sélectionne les textes judéo-chrétiens, rejetant certains rouleaux comme forgés de main de scribe. Il veut de même trancher entre les différentes lectures des textes en araméen et en hébreu qui se prêtaient à une déformation des sens des versets lors de leur lecture. De fait, à l'époque de sa rédaction, les massorètes standardisaient le corpus des textes en mots et en phrases, et imposaient une récitation standard que critique Muhammad. En tout état de cause, pour le Coran, les juifs altèrent le sens des paroles révélées ; ils ont oublié une partie de ce qui leur a été révélé que le Coran rappelle en partie, tandis que les chrétiens ont également oublié une partie de ce qui leur a été rappelé. La sourate 5:15 déclare :

« Ô gens détenteurs de l'Écriture ! Notre apôtre est venu à vous, vous exposant une grande partie de l'Écriture, que vous cachiez et effaçant [aussi] une  grande partie de celle-ci. »

Cependant, l'argument de la falsification des Écritures préexiste au texte coranique : il est possible que Mahomet l'ait emprunté aux chrétiens qui l'ont précédemment utilisé contre le juifs ainsi que le montre la querelle entre Jacobites et Nestoriens à ce sujet. La tradition musulmane, elle, impute  essentiellement ces modifications à 'Uzayr, personnage énigmatique du Coran, que beaucoup d'auteurs musulmans identifient à Ezra le scribe ainsi qu'il est nommé dans la Bible, qui aurait éradiqué tous les témoignages en rapport avec la venue de Mahomet, la description du personnage, de ses qualités et la victoire de la nouvelle religion que celui-ci est destiné à apporter à l'humanité.
Dans l'islam, Abraham devient la figure originelle du croyant, pur monothéiste, précédant les déviations des juifs et des chrétiens dont les Écritures ne rendent pas compte, selon le Coran, de la pureté du message coranique. Pour les musulmans, la Bible ne peut donc être tenue pour authentique.

### Sources partielles
- Meir Bar-Asher, article Ancien Testament in Dictionnaire du Coran, éd. Robert Laffont, 2007, pp.48-50
- Christian Duquoc, o.p., Défis de l'islam au christianisme, in Islam, christianisme et modernité, Journées romaine dominicaine, juillet 2005, article en ligne
- Emilio Platti, Bible et islam in Françoise Mies, Jean Noël Aletti, Bible et sciences des religions: judaïsme, christianisme, islam, éd. Presses Universitaires de Namur, 2005, pp. 145-162, extraits en ligne